# Facundo Zabala
Facundo Gabriel Zabala (ur. 2 stycznia 1999 w Rosario) – argentyński piłkarz grający na pozycji lewego obrońcy. W sezonie 2023 występuje w klubie Olimpia. Posiada również obywatelstwo hiszpańskie.

## Kariera juniorska
W 2016 roku Zabala trafił do młodzieżowych drużyn CA Rosario. W lipcu 2018 roku Argentyńczyka awansowano do rezerw tego klubu, gdzie grał do stycznia 2019 roku. 

## Kariera seniorska

### LD Alajuelense
Zabala grał dla LD Alajuelense na wypożyczeniu (od 24 stycznia 2019 do 31 grudnia 2019) oraz jako zawodnik stały (od 1 stycznia 2020). Zadebiutował on dla tego klubu 17 marca 2019 roku w meczu z CS Cartaginés (2:2). Pierwszą bramkę piłkarz ten zdobył 2 września 2020 roku w wygranym 2:1 spotkaniu przeciwko Santos de Guápiles. Łącznie dla LD Alajuelense Argentyńczyk rozegrał 60 meczów, strzelając 2 gole.

### APOEL FC
Zabala przeniósł się do APOEL-u FC 30 stycznia 2021 roku. Debiut dla tego zespołu zaliczył on 14 lutego 2021 roku w wygranym 3:1 spotkaniu przeciwko Nea Salamina Famagusta. Do 5 maja 2021 roku Argentyńczyk wystąpił w barwach APOEL-u FC w 9 spotkaniach, nie zdobywając żadnej bramki.

## Sukcesy
Sukcesy w karierze klubowej:
- Primera División de Costa Rica – 2x, z LD Alajuelense, Apertura 2019, Clausura 2020
- Primera División de Costa Rica – 1x, z LD Alajuelense, Apertura 2020
- Liga Mistrzów CONCACAF – 1x, z LD Alajuelense, sezon 2020